# Danh sách số UN
Dãy số UN từ UN0001 đến UN3500 được chỉ định bởi Ủy ban Chuyên gia Liên Hợp Quốc về Vận chuyển Hàng hoá Nguy hiểm.

## UN 0001 đến 1000
- Danh sách số UN từ 0001 đến 0100
- Danh sách số UN từ 0101 đến 0200
- Danh sách số UN từ 0201 đến 0300
- Danh sách số UN từ 0301 đến 0400
- Danh sách số UN từ 0401 đến 0500
- Danh sách số UN từ 0501 đến 1000

## UN 1001 đến 2000
- Danh sách số UN từ 1001 đến 1100
- Danh sách số UN từ 1101 đến 1200
- Danh sách số UN từ 1201 đến 1300
- Danh sách số UN từ 1301 đến 1400
- Danh sách số UN từ 1401 đến 1500
- Danh sách số UN từ 1501 đến 1600
- Danh sách số UN từ 1601 đến 1700
- Danh sách số UN từ 1701 đến 1800
- Danh sách số UN từ 1801 đến 1900
- Danh sách số UN từ 1901 đến 2000

## UN 2001 đến 3000
- Danh sách số UN từ 2001 đến 2100
- Danh sách số UN từ 2101 đến 2200
- Danh sách số UN từ 2201 đến 2300
- Danh sách số UN từ 2301 đến 2400
- Danh sách số UN từ 2401 đến 2500
- Danh sách số UN từ 2501 đến 2600
- Danh sách số UN từ 2601 đến 2700
- Danh sách số UN từ 2701 đến 2800
- Danh sách số UN từ 2801 đến 2900
- Danh sách số UN từ 2901 đến 3000

## UN 3001 trở lên
- Danh sách số UN từ 3001 đến 3100
- Danh sách số UN từ 3101 đến 3200
- Danh sách số UN từ 3201 đến 3300
- Danh sách số UN từ 3301 đến 3400
- Danh sách số UN từ 3401 đến 3500
- Danh sách số UN từ 3501 đến 3600